# Dawn Addams
Victoria Dawn Addams coneguda com a Dawn Addams (Felixstowe, Suffolk, Anglaterra, 21 de setembre del 1930-Londres, Anglaterra, 7 de maig del 1985) fou una actiu de cine anglesa que va treballar principalment a Anglaterra i Hollywood, amb algunes pel·lícules a França, Itàlia i Alemanya.

## Filmografia
- The Vault of Horror (1973)
- Sex Is My Game (1971)
- The Vampire Lovers (1970)
- Zeta One (1969)
- Where the Bullets Fly (1966)
- Ballad in Blue  (1964)
- The Black Tulip (1964)
- Come Fly with Me (1963)

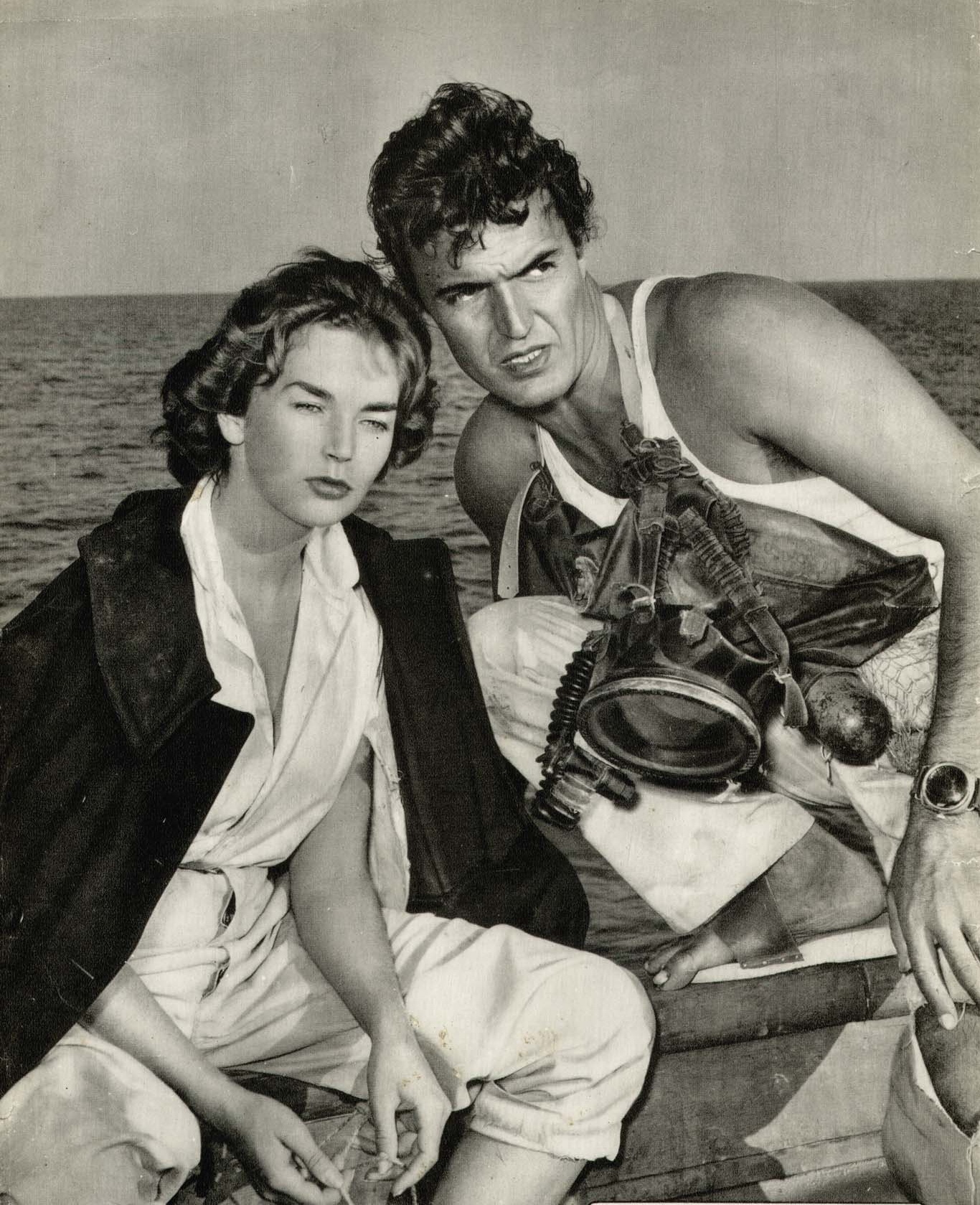
Amb Franco Silva a Sabotaggio in mare (1954).

- L'Éducation sentimentale (1962) o Lessons in Love (1962)
- Follow That Man (1961)
- Les Menteurs (1961)
- The Two Faces of Dr. Jekyll (1960)
- The Thousand Eyes of Dr. Mabuse (en alemany Die Tausend Augen des Dr. Mabuse, (1960)
- Come Dance with Me (1959)
- Secret professionnel (1959)
- The Black Chapel (1959)
- The Treasure of San Teresa (1959) rebatejada "Hot Money Girl"
- Prisoner of the Volga (1959)
- Pensione Edelweiss (1959)
- L'Île du bout du monde (1959)
- Die Feuerrote Baronesse (1959)
- The Silent Enemy (1958)
- A King in New York (1957)
- Londra chiama Polo Nord (1956)
- I quattro del getto tonante (1955)
- Il tesoro di Rommel (1955)
- Le Vicomte de Bragelonne (1954)
- Khyber Patrol (1954)
- Return to Treasure Island (1954)
- Sabotaggio in mare (1954)
- Secrets d'alcova (1954)
- Riders to the Stars (1954)
- La túnica sagrada (1953)
- The Moon Is Blue (1953)
- La reina verge (1953)
- Plymouth Adventure (1952)
- The Hour of 13 (1952)
- Night Into Morning (1951)